# Governatore Generale di Corea
La carica di Governatore Generale della penisola coreana è stata istituita durante l'occupazione giapponese del Grande Impero di Hahn (o Regno di Chosen) dal 1910 al 1945. Il Governatore ha avuto il ruolo di amministratore dei territori coloniali e aveva la sua sede nell'edificio del Governo Generale, completato nel 1926.

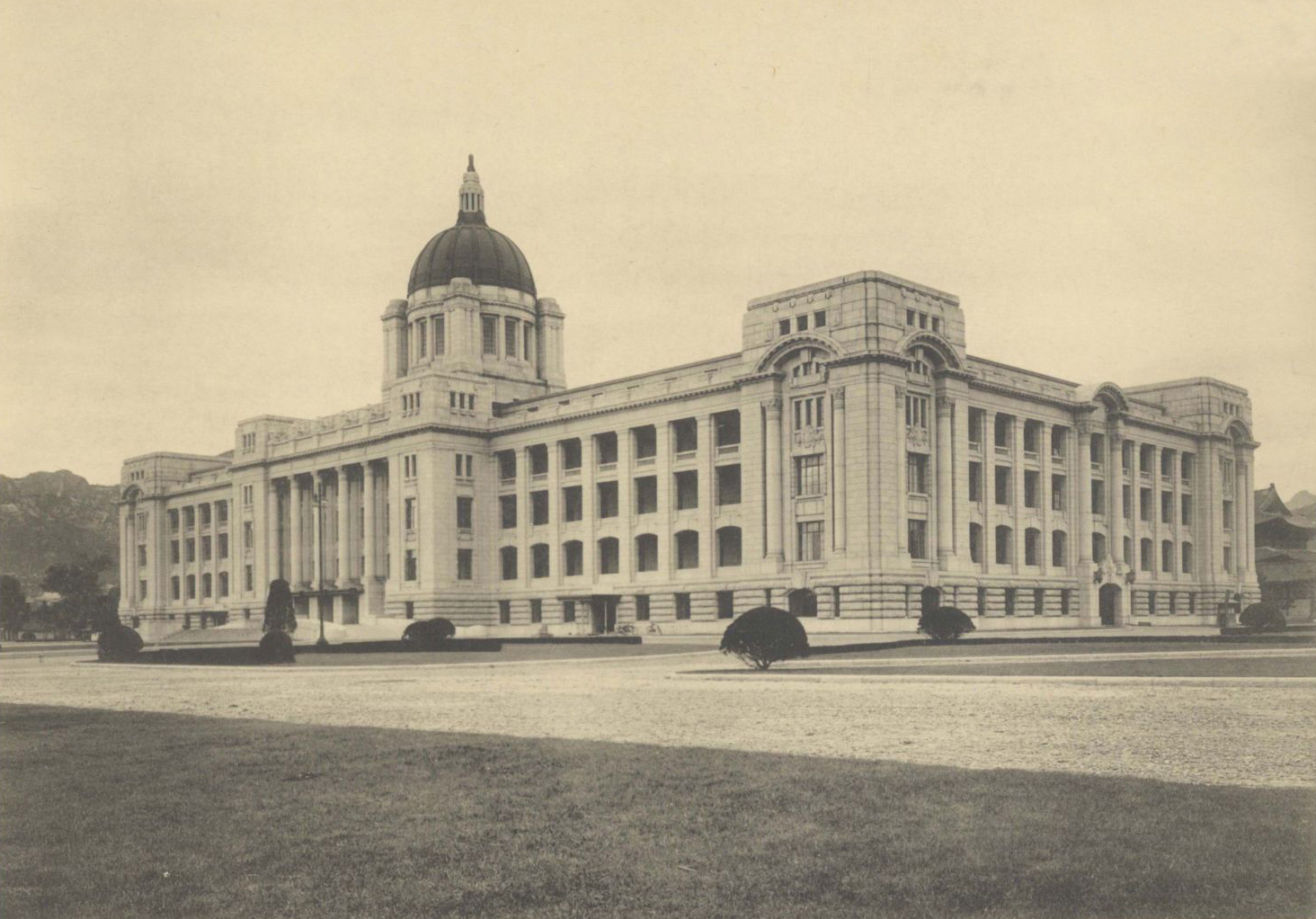
Residenza del Governatore Generale di Corea.

Così come la soppressione della libertà di parola, associazione e la lotta ai movimenti indipendentisti, il ruolo di Governatore Generale prevedeva anche il mantenimento e la costruzione delle infrastrutture, che in generale diminuirono il propagarsi di malattie infettive e aumentarono il tasso di nascite. Il Governatore Generale aveva a disposizione un organo di polizia, il quale potrebbe essere parzialmente coinvolto nello sfruttamento delle donne coreane come comfort women.

## Storia
Dopo l'annessione della Corea al Giappone nel 1910, l'ufficio del Residente Generale venne rimpiazzato da quello del Governatore Generale. Questa posizione ha rivestito un ruolo particolare nella storia dei possedimenti giapponesi al di fuori dell'arcipelago nipponico, in quanto il Governatore Generale aveva poteri plenipotenziari, aveva delle mansioni di revisione giudiziaria e alcuni poteri legislativi. A partire dal 1944, il Governatore Generale non fu al comando delle unità dell'esercito imperiale giapponese e della marina imperiale giapponese di stanza in Corea. Visti i poteri e l'alto livello di responsabilità, la posizione venne affidata solo a generali dell'esercito imperiale, con la sola eccezione dell'ammiraglio Saitō Makoto. 
In seguito alla sconfitta del Giappone nella Seconda Guerra Mondiale, la penisola coreana venne amministrata dalla Repubblica democratica dei Corea e dalla Repubblica di Corea.

### Primi Ministri del Giappone
Quattro dei Governatori Generali di Corea hanno anche ricoperto la carica di primo ministro. Tre di questi, Terauchi Masatake, Saitō Makoto e Kuniaki Koiso, furono Governatori Generali prima di ricoprire la carica di primo ministro. Solo Nobuyuki Abe fu primo ministro prima di essere nominato alla carica di Governatore Generale di Corea. Kazushige Ugaki venne designato come primo ministro, ma non ricoprì la carica in quanto incapace di creare un Consiglio dei Ministri.
Oltre a questi nomi, il Residente Generale Itō Hirobumi rivestì la carica di primo ministro per quattro volte prima di ricevere l'incarico in Corea.

## Residenti Generali
Dal 1906 al 1910, l'Impero di Corea divenne un protettorato del Giappone, il quale ricoprì questa carica attraverso la figura del Residente Generale nell'Impero di Corea. 
1. principe Itō Hirobumi
2. visconte Sone Arasuke

Bandiera del Residente Generale giapponese di Corea

3. generale visconte Terauchi Masatake

## Governatori Generali
Dopo l'annessione della Corea al Giappone nel 1910, l'ufficio del Residente Generale venne rimpiazzato da quello di Governatore Generale.
1. generale conte Terauchi Masatake (1910-1916)
2. gensui conte Hasegawa Yoshimichi (1916-1919)
3. ammiraglio visconte Saitō Makoto (1919-1927)
4. generale Ugaki Kazushige (1927)
5. generale Yamanashi Hanzō (1927-1929)
6. visconte Saitō Makoto (seconda volta, 1929-1931)
7. generale Ugaki Kazushige (seconda volta 1931-1936)
8. generale Jirō Minami (1936-1942)
9. generale Kuniaki Koiso (1942-1944)
10. generale Abe Nobuyuki (1944-1945)